# El chiringuito de Jugones
El chiringuito de Jugones és un programa de televisió d'àmbit estatal, de debat esportiu, en el qual es tracten temes relacionats amb el futbol espanyol.
El presentador Josep Pedrerol condueix el programa i el debat acompanyat de vuit contertulians. L'espai s'emet de diumenge a dijous de 00:00 a 02:40 hores a Mega, canal pertanyent al grup Atresmedia.
És un programa de debat de tall polèmic i sensacionalista sobre el Reial Madrid o el FC Barcelona. En ell, els diferents contertulians comenten, opinen i borden sobre els diferents temes proposats. A més la tertúlia es complementa amb reportatges, entrevistes, resums de les trobades, "exclusives", xarxes socials i a vegades actuacions musicals en directe amb artistes poc coneguts per al públic majoritari.
El programa comença entorn de la mitjanit, amb un petit comentari editorial a manera de resum de Josep Pedrerol, en el qual detalla els continguts del programa del dia; Ana Garcés fomenta la participació de l'audiència a través de les xarxes socials. A continuació, es presenta l'equip de contertulians que estaran presents la nit de l'emissió comentant en primer lloc els esdeveniments més importants de la Lliga, comentant-hi les jugades més polèmiques i finalitzant parlant d'altres partits de ressò menor a la Lliga.
Pel que fa als presentadors habituals, Josep Pedrerol n'és el principal, llevat de substitucions que les fan el periodista català Quim Domènech o si no hi és ell ho fa Juanfe Sanz. La veu de l'espectador, espai on es llegeixen piulades del Twitter per part dels espectadors, n'ha estat conduït per les presentadores Irene Junquera des del 2014 fins al 2016, seguit de Laura Gadea durant un any fins al 2017 i després la seguí Sandra Díaz fins al 2022. Els contertulians habituals són Jorge D'Alessandro, Quim Domènech, Alfredo Duro, Tomás Roncero i Cristóbal Soria.

## Seccions
- El punterazo. Un dia a la setmana Alex Silvestre i Alfredo Duro repassen les millors jugades i la classificació del futbol sala, normalment un jugador mana una salutació al programa.[7]
- Consultori. Els dijous l'expert en futbol internacional Diego Plaza contesta els missatges de veu rebuts a través de la seva Whatsapp sobre els jugadors de les diferents lligues del món.[8]
- Chirijuicio[9]